# Verdrag van Saigon

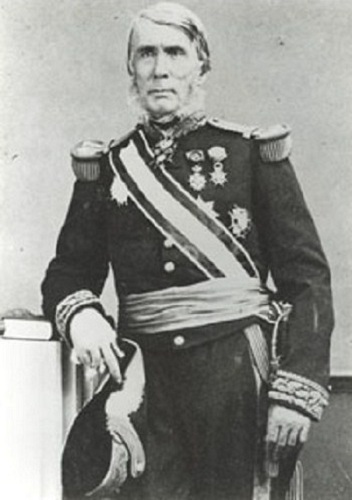
Admiraal Louis-Adolphe Bonard ondertekende het verdrag namens Frankrijk.

Het Verdrag van Saigon werd ondertekend op 5 juni 1862 door vertegenwoordigers van keizer Napoleon III van het Tweede Franse Keizerrijk enerzijds en vertegenwoordigers van Tự Đức de laatste prekoloniale Vietnamese keizer van de Nguyen-dynastie. Met dit verdrag stond keizer Tự Đức de stad Saigon, het eiland Côn Lôn en drie provincies Biên Hòa, Gia Định en Định Tường (die samen Cochin-China vormden) af aan de Fransen, die er de kolonie Frans-Cochin-China oprichtten. De afspraken uit dit verdrag werden bevestigd in het Verdrag van Huế van 16 april 1863. Het verdrag luidde het begin in van een eeuw Franse overheersing van Vietnam.